# Тат-Бикшик
Тат-Бикшик (баш. Тат-Бикшек, тат. Татар Бикшеге) — деревня в Калтасинском районе Башкортостана, входит в состав Новокильбахтинского сельсовета. 

## История
Основана в 1-й пол. XIX в. тептярями по договору о припуске на вотчинных землях башкир Эске-Еланской волости Бирского уезда под названием Бикшиково.
В «Списке населенных мест по сведениям 1870 года», изданном в 1877 году, населённый пункт упомянут как деревня Бикшик 3-го стана Бирского уезда Уфимской губернии. Располагалась при речке Мальгуше, в 65 верстах от уездного города Бирска и в 65 верстах от становой квартиры в селе Касево. В деревне, в 15 дворах жили 91 человек (39 мужчин и 52 женщины, тептяри). Жители занимались земледелием, скотоводством.
С 30-х гг. XX в. — современное название.

## Население
| 2002 | 2009 | 2010 |
| ---- | ---- | ---- |
| 104  | ↘87  | ↘73  |

Национальный состав
Согласно переписи 2002 года, преобладающая национальность — татары (91 %).

## Географическое положение
Расстояние до:
- районного центра (Калтасы): 42 км,
- центра сельсовета (Новокильбахтино): 10 км,
- ближайшей ж/д станции (Янаул): 50 км.

## Инфраструктура
Население занято в СПК “Рассвет”, “Восход”. Есть клуб (не действует).